# Welterbe in Neuseeland

Zum Welterbe in Neuseeland gehören (Stand 2016) drei UNESCO-Welterbestätten, darunter zwei Stätten des Weltnaturerbes und eine gemischte Kultur- und Naturerbestätte. Neuseeland hat die Welterbekonvention 1984 ratifiziert. Die ersten Eintragungen in die Welterbeliste erfolgten 1986. Die bislang letzte Welterbestätte wurde 1998 eingetragen.

## Welterbestätten
Die folgende Tabelle listet die UNESCO-Welterbestätten in Neuseeland in chronologischer Reihenfolge nach dem Jahr ihrer Aufnahme in die Welterbeliste (K – Kulturerbe, N – Naturerbe, K/N – gemischt, (G) – auf der Liste des gefährdeten Welterbes).
| Bild                                           | Bezeichnung                             | Jahr | Typ | Ref. | Beschreibung |
| ---------------------------------------------- | --------------------------------------- | ---- | --- | ---- | --- |
| (weitere Bilder)                               | Te Wahipounamu im Südwesten Neuseelands | 1990 | N   | 551  | Das Naturerbe umfasst den Aoraki/Mount-Cook-Nationalpark, den Tai-Poutini/Westland-Nationalpark, den Mount-Aspiring-Nationalpark und den Fiordland-Nationalpark. Die Nationalparks Westland und Mount-Cook (Ref. 375) sowie der Fiordland-Nationalpark (Ref. 376) waren 1986 zunächst als eigenständige Welterbestätten eingeschrieben und 1990 unter Einschluss weiterer Schutzgebiete zum Welterbe „Te Wahipounamu“ zusammengefasst worden.                     |
| (weitere Bilder)                               | Tongariro-Nationalpark (Lage)           | 1990 | K/N | 421  | In dem Nationalpark befinden sich die drei Vulkane Tongariro, Ngauruhoe und Ruapehu, die auch noch aktiv sind. |
| HoHo Bay auf den Snaresinseln (weitere Bilder) | Subantarktische Inseln Neuseelands      | 1998 | N   | 877  | Die Snaresinseln haben eine Fläche von 3,28 km². Die Bountyinseln wurden am 8. September 1788 von William Bligh entdeckt und nach seinem Schiff die Bounty benannt. Die Antipoden-Inseln haben ihren Namen dadurch bekommen, weil sie angeblich in einer antipodischen Lage zu England stehen. Die Aucklandinseln befinden sich 465 km südlich der Südinsel Neuseelands und sind unbewohnt. Die Campbell Island befindet sich etwa 590 km südlich von Neuseeland. |

## Tentativliste
In der Tentativliste sind die Stätten eingetragen, die für eine Nominierung zur Aufnahme in die Welterbeliste vorgesehen sind.
Derzeit (2018) sind acht Stätten in der Tentativliste von Neuseeland eingetragen, die letzte Eintragung erfolgte 2007. Die folgende Tabelle listet die Stätten in chronologischer Reihenfolge nach dem Jahr ihrer Aufnahme in die Tentativliste.
| Bild                                                                                                 | Bezeichnung                                                                                          | Jahr | Typ | Ref. | Beschreibung |
| --- | --- | ---- | --- | ---- | --- |
| (weitere Bilder)                                                                                     | Auckland Volcanic Field (Lage)                                                                       | 2007 | K/N | 5120 | |
| Gewässer und Seebett von Fiordland (Te Moana O Atawhenua)                                            | Gewässer und Seebett von Fiordland (Te Moana O Atawhenua) (Lage)                                     | 2007 | N   | 5121 | umfasst 15 Fjorde, die in den bereits in der Welterbestätte Te Wahipounamu enthaltenen Fiordland-Nationalpark hineinragen. |
| Kahurangi-Nationalpark, Farewell Spit und das Canaan Karstsystem, und das Meeresgebiet vor der Küste | Kahurangi-Nationalpark, Farewell Spit und das Canaan Karstsystem, und das Meeresgebiet vor der Küste | 2007 | N   | 5122 | Der serielle Vorschlag umfasst den Kahurangi-Nationalpark, das Naturschutzgebiet Farewell Spit und das Canaan-Karstsystem |
| | Historischer Bezirk des Kerikeri-Beckens                                                             | 2007 | K   | 5123 | |
| (weitere Bilder)                                                                                     | Kermadecinseln und Meeresschutzgebiet (Lage)                                                         | 2007 | N   | 5124 | umfasst die Inseln der Inselgruppe der Kermadecinseln und das die Inseln umgebende Meeresschutzgebiet Kermadec Islands Marine Reserve |
| Historischer Art-Déco-Bezirk von Napier                                                              | Historischer Art-Déco-Bezirk von Napier                                                              | 2007 | K   | 5125 | |
| Whakarua Moutere (North East Islands)                                                                | Whakarua Moutere (North East Islands)                                                                | 2007 | N   | 5126 | Der serielle Vorschlag umfasst neun Komponenten, darunter acht Inselgruppen, entlang der Nordostküste der Nordinsel: Three Kings Islands/Manawatawhi, Te Paki und North Cape Reserves, Poor Knights Islands, Hen and Chickens Islands, Mokohinau Islands, Hauturu/Little Barrier Island, Cuvier Island, Red Mercury and lesser Mercury Islands und The Aldermen Islands |
| Treaty House (weitere Bilder)                                                                        | Historischer Bezirk Waitangi Treaty Grounds (Lage)                                                   | 2007 | K   | 5127 | Ort der Unterzeichnung der Unabhängigkeitserklärung Neuseelands (1835) und des Vertrags von Waitangi (1840) |